# Rishikesh
Rishikesh es una ciudad del distrito de Dehradun en el estado de Uttarakhand, en la India. Está situada en las estribaciones del Himalaya y atrae miles de peregrinos y turistas cada año.
Es conocida como la puerta del Himalaya, pues sirve de punto de partida a los peregrinos del Char Dham que visitarán Badrinath, Kedarnath, Yamunotri y Gangotri y se encuentra a 25 km de otra ciudad sagrada, Haridwar. Rishikesh es popular también entre los practicantes del rafting de aguas blancas, debido a la cantidad de espuma que tienen los rápidos de niveles 2 y 3.

## Etimología

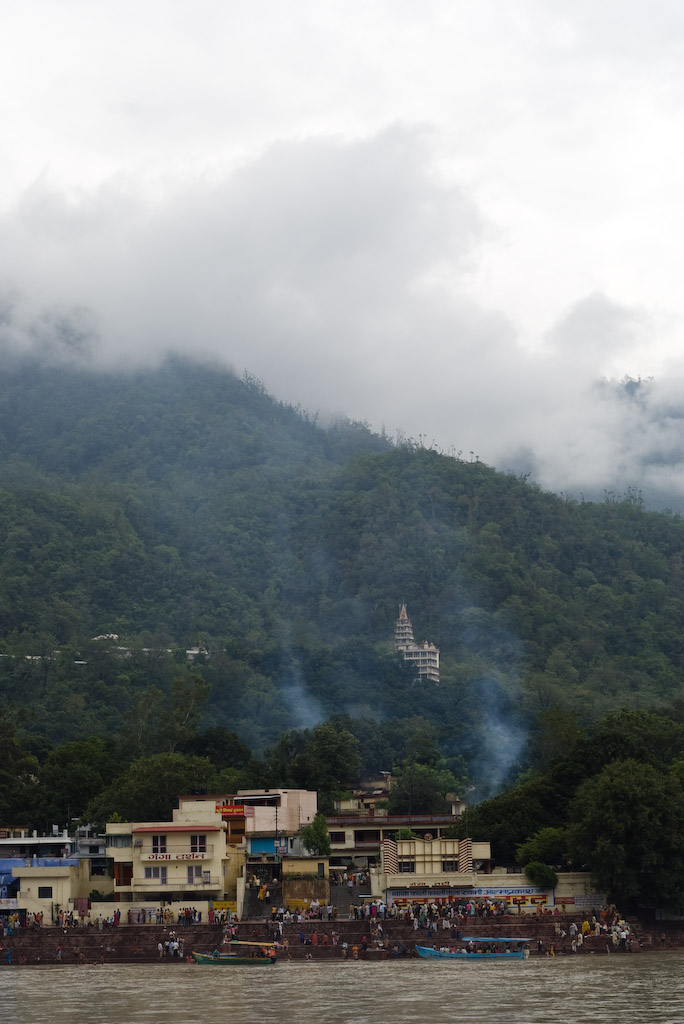
Ghats en el río Ganges en Rishikesh

Hṛṣīkeśa, en sánscrito, es un nombre de Visnú que significa "Señor de los sentidos". El lugar obtiene el nombre después de que Visnú se apareciera a un ermitaño llamado Raibhya como Hrishikesh. En el Skanda Purana se menciona la aparición de Visnú bajo un mango y se menciona el lugar como Kubjamrak.
El nombre de Rishikesh se aplica no sólo al núcleo de población de 60.000 habitantes, sino también a varios asentamientos a lo largo del río Ganges, que incluyen el suburbio de Muni Ki Reti, donde se halla el áshram de Swami Sivananda y varios áshrams a lo largo de la orilla oriental del río.

## Historia
El mito dice que Rama hizo penitencia en esta región por haber matado a Ravana, el rey demonio de Lanka, y Lakshmana, su joven hermano, cruzó el río Ganges en el lugar donde hoy se halla el Lakshman Jhula, puente de hierro situado en Rishikesh y construido en 1939, que ofrece espectaculares vistas de la ciudad. El anterior puente, de hierro también, había sido construido en 1889 para sustituir uno de cuerdas, pero fue destruido por las inundaciones de 1924.
El río Ganges fluye a través de Rishikesh. Es aquí donde abandona las montañas Siwalik, una cordillera paralela al Himalaya a lo largo de 1.600 km, y entra en las llanuras del norte de la India. Por ese honor, han sido construidos diversos templos a orillas del río en Rishikesh.

## Centro de yoga

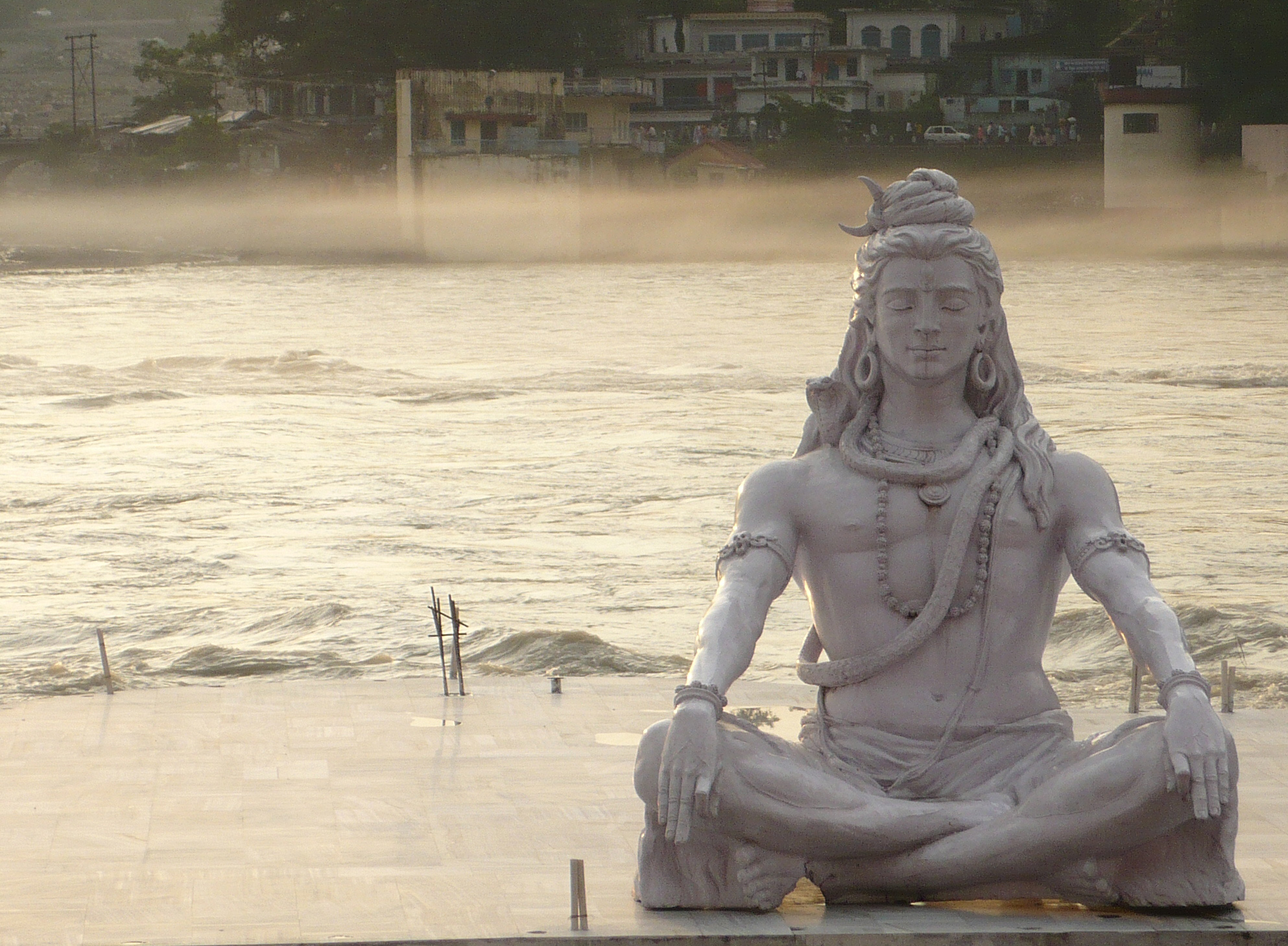
Estatua de Shiva meditando en el río Ganges.

Rishikesh es conocida en ocasiones como la capital mundial del yoga, pues hay en ella numerosos centros que atraen a los turistas. Se dice que la meditación realizada en este lugar acerca con más facilidad a la liberación espiritual o moksha si se realiza un baño en el río sagrado.
Rishikesh es también el hogar del áshram Kailas Áshram Brahmavidyapeetham, institución dedicada a preservar y promover los estudios vedánticos tradicionales. Personalidades prominentes como Swami Vivekananda, Swami Rama Tirtha y Swami Shivananda han estudiado en esta institución.
En febrero de 1968, los Beatles visitaron el ahora cerrado áshram del Maharishi Mahesh Yogi en Rishikesh. Durante su estancia en el áshram de Maharishi compusieron unas 48 canciones, muchas de las cuales aparecen en el White Album. John Lennon grabó en este lugar la canción "The happy Rishikesh song".

## Referencias

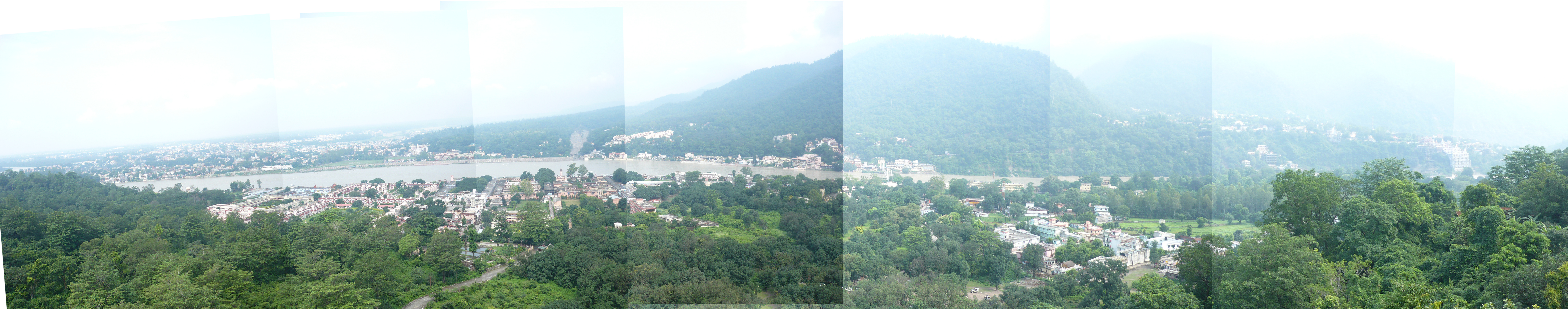
Fotografía panorámica de Rishikesh.